# Vòng bảng UEFA Europa League 2021–22
Vòng bảng UEFA Europa League 2021–22 bắt đầu vào ngày 15 tháng 9 năm 2021 và kết thúc vào ngày 9 tháng 12 năm 2021. Có tổng cộng 32 đội cạnh tranh ở vòng bảng để xác định 16 trong số 24 suất vào vòng đấu loại trực tiếp của UEFA Europa League 2021-22.
Brøndby và West Ham United có lần đầu tiên xuất hiện ở vòng bảng Europa League (mặc dù Brøndby trước đây đã xuất hiện ở vòng bảng Cúp UEFA).

## Bốc thăm
Lễ bốc thăm cho vòng bảng được tổ chức vào ngày 27 tháng 8 năm 2021, lúc 12:00 CEST (13:00 TRT), ở Istanbul, Thổ Nhĩ Kỳ. 32 đội được bốc thăm vào tám bảng gồm 4 đội. Đối với lễ bốc thăm, các đội được xếp hạt giống vào bốn nhóm, mỗi nhóm gồm 8 đội, dựa trên hệ số câu lạc bộ UEFA năm 2021 của họ. Các đội từ cùng hiệp hội không thể được bốc thăm vào cùng bảng. Trước lễ bốc thăm, UEFA hình thành các cặp gồm các đội từ cùng hiệp hội, bao gồm các đội thi đấu ở vòng bảng Europa Conference League (một cặp cho các hiệp hội với 2 hoặc 3 đội, hai cặp cho các hiệp hội với 4 hoặc 5 đội) dựa trên lượng khán giả xem truyền hình, trong đó một đội được bốc thăm vào các Bảng A–D và đội còn lại được bốc thăm vào các Bảng E–H, do đó hai đội thi đấu vào các khung giờ khác nhau. Các cặp sau được UEFA công bố sau khi các đội vòng bảng được xác nhận (đội thứ hai trong cặp được đánh dấu UECL thi đấu ở vòng bảng Europa Conference League):
1. Lyon và Marseille
2. Napoli và Lazio
3. Bayer Leverkusen và Eintracht Frankfurt
4. Olympiacos và PAOK (UECL)
5. Monaco và Rennes (UECL)
6. Celtic và Rangers
7. Red Star Belgrade và Partizan (UECL)
8. Leicester City và West Ham United
9. Lokomotiv Moscow và Spartak Moscow
10. Genk và Antwerp
11. PSV Eindhoven và Feyenoord (UECL)
12. Ludogorets Razgrad và CSKA Sofia (UECL)
13. Real Sociedad và Real Betis
14. Fenerbahçe và Galatasaray
15. Rapid Wien và Sturm Graz
16. Midtjylland và Brøndby

Ở mỗi lượt trận, một nhóm gồm 4 bảng thi đấu các trận đấu của họ vào lúc 18:45 CET/CEST, trong khi nhóm còn lại gồm 4 bảng thi đấu các trận đấu của họ vào lúc 21:00 CET/CEST, với thứ tự thi đấu của hai nhóm thay đổi giữa mỗi lượt trận. Các cặp đấu đã được xác định sau lễ bốc thăm, sử dụng máy vi tính để bốc thăm không công khai. Mỗi đội không thi đấu liên tiếp quá hai trận sân nhà hoặc hai trận sân khách mà thi đấu một trận sân nhà và một trận sân khách vào các lượt trận đầu tiên và cuối cùng (Quy định Điều 15.02). Sự sắp xếp này khác với các mùa giải trước, khi cùng hai đội thi đấu tại sân nhà vào các lượt trận đầu tiên và cuối cùng.

## Các đội bóng
Dưới đây là các đội tham dự (với hệ số câu lạc bộ UEFA năm 2021 của họ), được xếp theo nhóm hạt giống của họ. Họ bao gồm:
- 12 đội tham dự vào vòng này
- 10 đội thắng của vòng play-off
- 6 đội thua của vòng play-off (4 đội từ Nhóm các đội vô địch, 2 đội từ Nhóm các đội không vô địch)
- 4 đội thua thuộc Nhóm các đội không vô địch của vòng loại thứ ba

| Chú thích màu sắc                                                                 |
| --------------------------------------------------------------------------------- |
| Đội nhất bảng đi tiếp thẳng vào vòng 16 đội                                       |
| Đội nhì bảng đi tiếp vào vòng play-off đấu loại trực tiếp                         |
| Đội đứng thứ ba tham dự vòng play-off đấu loại trực tiếp Europa Conference League |

| Đội              | Ghi chú | Hệ số  |
| ---------------- | ------- | ------ |
| Lyon             |         | 76.000 |
| Napoli           |         | 74.000 |
| Bayer Leverkusen |         | 57.000 |
| Dinamo Zagreb    | [CL-CP] | 44.500 |
| Lazio            |         | 44.000 |
| Olympiacos       | [EL-PO] | 43.000 |
| Monaco           | [CL-LP] | 36.000 |
| Braga            |         | 35.000 |

| Đội                 | Ghi chú | Hệ số  |
| ------------------- | ------- | ------ |
| Celtic              | [EL-PO] | 34.000 |
| Eintracht Frankfurt |         | 33.000 |
| Red Star Belgrade   | [EL-PO] | 32.500 |
| Leicester City      |         | 32.000 |
| Rangers             | [EL-PO] | 31.250 |
| Lokomotiv Moscow    |         | 31.000 |
| Genk                | [CL-LQ] | 30.000 |
| PSV Eindhoven       | [CL-LP] | 29.000 |

| Đội                | Ghi chú | Hệ số  |
| ------------------ | ------- | ------ |
| Marseille          |         | 28.000 |
| Ludogorets Razgrad | [CL-CP] | 28.000 |
| West Ham United    |         | 20.113 |
| Real Sociedad      |         | 19.571 |
| Real Betis         |         | 19.571 |
| Fenerbahçe         | [EL-PO] | 19.500 |
| Spartak Moscow     | [CL-LQ] | 18.500 |
| Sparta Prague      | [CL-LQ] | 17.500 |

| Đội          | Ghi chú | Hệ số  |
| ------------ | ------- | ------ |
| Rapid Wien   | [EL-PO] | 17.000 |
| Galatasaray  | [CL-LQ] | 17.000 |
| Legia Warsaw | [EL-PO] | 16.500 |
| Midtjylland  | [EL-PO] | 13.500 |
| Ferencváros  | [CL-CP] | 13.500 |
| Antwerp      | [EL-PO] | 10.500 |
| Sturm Graz   | [EL-PO] | 7.165  |
| Brøndby      | [CL-CP] | 7.000  |

Ghi chú
1. EL-PO Đội thắng của vòng play-off.
2. CL-CP Đội thua của vòng play-off Champions League (Nhóm các đội vô địch).
3. CL-LP Đội thua của vòng play-off Champions League (Nhóm các đội không vô địch).
4. CL-LQ Đội thua của vòng loại thứ ba Champions League (Nhóm các đội không vô địch).

## Thể thức
Ở mỗi bảng, các đội đối đầu với nhau theo thể thức vòng tròn đấu sân nhà và sân khách. Đội nhất của mỗi bảng đi tiếp vào vòng 16 đội, trong khi đội nhì đi tiếp vào vòng play-off đấu loại trực tiếp. Đội đứng thứ ba được chuyển qua vòng play-off đấu loại trực tiếp Europa Conference League, trong khi đội đứng thứ tư bị loại khỏi các giải đấu châu Âu cho đến hết mùa giải.

### Tiêu chí xếp hạng
Các đội được xếp hạng theo điểm (3 điểm cho một trận thắng, 1 điểm cho một trận hòa, 0 điểm cho một trận thua). Nếu hai hay nhiều đội bằng điểm, các tiêu chí xếp hạng sau đây được áp dụng, theo thứ tự được đưa ra, để xác định thứ hạng (xem Điều 16 Bình đẳng điểm - vòng bảng, Quy định của UEFA Europa League):
1. Số điểm trong các trận đấu đối đầu giữa các đội bằng điểm;
2. Hiệu số bàn thắng thua trong các trận đấu đối đầu giữa các đội bằng điểm;
3. Số bàn thắng ghi được trong các trận đấu đối đầu giữa các đội bằng điểm;
4. Nếu có nhiều hơn 2 đội bằng điểm và sau khi áp dụng tất cả tiêu chí đối đầu trên, một nhóm đội vẫn bằng điểm, tất cả tiêu chí đối đầu trên được áp dụng lại dành riêng cho nhóm đội này;
5. Hiệu số bàn thắng thua trong tất cả các trận đấu vòng bảng;
6. Số bàn thắng ghi được trong tất cả các trận đấu vòng bảng;
7. Số bàn thắng sân khách ghi được trong tất cả các trận đấu vòng bảng;
8. Số trận thắng trong tất cả các trận đấu vòng bảng;
9. Số trận thắng sân khách trong tất cả các trận đấu vòng bảng;
10. Điểm kỷ luật (thẻ đỏ trực tiếp = 3 điểm; bị truất quyền thi đấu do nhận hai thẻ vàng trong một trận đấu = 3 điểm; một thẻ vàng = 1 điểm);
11. Hệ số câu lạc bộ UEFA.

Do luật bàn thắng sân khách bị bãi bỏ, số bàn thắng sân khách đối đầu không còn được áp dụng như một tiêu chí xếp hạng kể từ mùa giải này. Tuy nhiên, tổng số bàn thắng sân khách vẫn được áp dụng như một tiêu chí xếp hạng.

## Các bảng đấu
Lịch thi đấu được công bố vào ngày 28 tháng 8 năm 2021, một ngày sau lễ bốc thăm. Các trận đấu sẽ được diễn ra vào ngày 15–16 tháng 9, 30 tháng 9, 19–21 tháng 10, 4 tháng 11, 24–25 tháng 11 và 9 tháng 12 năm 2021 (cả ba trận đấu sân nhà của Spartak Moscow được diễn ra vào Thứ Tư và một trận đấu sân nhà của Celtic được diễn ra vào thứ Ba, để tránh xung đột lịch thi đấu với các trận đấu sân nhà lần lượt của Lokomotiv Moscow và Rangers). Thời gian bắt đầu trận đấu được lên lịch là 18:45 và 21:00 CET/CEST (các trận đấu được dời lại vào Thứ Ba và Thứ Tư được diễn ra vào lúc 16:30 CET/CEST để tránh xung đột với các trận đấu Champions League).
Thời gian là CET/CEST, do UEFA liệt kê (giờ địa phương nếu khác nhau thì được hiển thị trong ngoặc đơn).

### Bảng A
| VT | Đội           | ST | T | H | B | BT | BB | HS  | Đ  | Giành quyền tham dự                          |  | LYO | RAN | SPP | BRO |
| -- | ------------- | -- | - | - | - | -- | -- | --- | -- | -------------------------------------------- |  | --- | --- | --- | --- |
| 1  | Lyon          | 6  | 5 | 1 | 0 | 16 | 5  | +11 | 16 | Đi tiếp vào vòng 16 đội                      |  | —   | 1–1 | 3–0 | 3–0 |
| 2  | Rangers       | 6  | 2 | 2 | 2 | 6  | 5  | +1  | 8  | Đi tiếp vào vòng play-off đấu loại trực tiếp |  | 0–2 | —   | 2–0 | 2–0 |
| 3  | Sparta Prague | 6  | 2 | 1 | 3 | 6  | 9  | −3  | 7  | Chuyển qua Europa Conference League          |  | 3–4 | 1–0 | —   | 2–0 |
| 4  | Brøndby       | 6  | 0 | 2 | 4 | 2  | 11 | −9  | 2  |                                              |  | 1–3 | 1–1 | 0–0 | —   |

| Rangers | 0–2      | Lyon                                     |
| ------- | -------- | ---------------------------------------- |
|         | Chi tiết | - Toko Ekambi 23' - Tavernier 55' (l.n.) |

| Brøndby | 0–0      | Sparta Prague |
| ------- | -------- | ------------- |
|         | Chi tiết |               |

| Lyon                               | 3–0      | Brøndby |
| ---------------------------------- | -------- | ------- |
| - Toko Ekambi 64', 71' - Aouar 85' | Chi tiết |         |

| Sparta Prague | 1–0      | Rangers |
| ------------- | -------- | ------- |
| - Hancko 29'  | Chi tiết |         |

| Sparta Prague                        | 3–4      | Lyon                                             |
| ------------------------------------ | -------- | ------------------------------------------------ |
| - Haraslín 4', 19' - Krejčí II 90+6' | Chi tiết | - Toko Ekambi 42', 88' - Aouar 53' - Paquetá 67' |

| Rangers                   | 2–0      | Brøndby |
| ------------------------- | -------- | ------- |
| - Balogun 18' - Roofe 30' | Chi tiết |         |

| Lyon                                   | 3–0      | Sparta Prague |
| -------------------------------------- | -------- | ------------- |
| - Slimani 61', 63' - Toko Ekambi 90+2' | Chi tiết |               |

| Brøndby              | 1–1      | Rangers    |
| -------------------- | -------- | ---------- |
| - Balogun 45' (l.n.) | Chi tiết | - Hagi 77' |

| Rangers            | 2–0      | Sparta Prague |
| ------------------ | -------- | ------------- |
| - Morelos 15', 49' | Chi tiết |               |

| Brøndby    | 1–3      | Lyon                            |
| ---------- | -------- | ------------------------------- |
| - Uhre 51' | Chi tiết | - Cherki 57', 66' - Slimani 76' |

| Lyon                | 1–1      | Rangers      |
| ------------------- | -------- | ------------ |
| - Bassey 49' (l.n.) | Chi tiết | - Wright 42' |

| Sparta Prague             | 2–0      | Brøndby |
| ------------------------- | -------- | ------- |
| - Hancko 43' - Hložek 49' | Chi tiết |         |

### Bảng B
| VT | Đội           | ST | T | H | B | BT | BB | HS | Đ  | Giành quyền tham dự                          |  | MON | RSO | PSV | STU |
| -- | ------------- | -- | - | - | - | -- | -- | -- | -- | -------------------------------------------- |  | --- | --- | --- | --- |
| 1  | Monaco        | 6  | 3 | 3 | 0 | 7  | 4  | +3 | 12 | Đi tiếp vào vòng 16 đội                      |  | —   | 2–1 | 0–0 | 1–0 |
| 2  | Real Sociedad | 6  | 2 | 3 | 1 | 9  | 6  | +3 | 9  | Đi tiếp vào vòng play-off đấu loại trực tiếp |  | 1–1 | —   | 3–0 | 1–1 |
| 3  | PSV Eindhoven | 6  | 2 | 2 | 2 | 9  | 8  | +1 | 8  | Chuyển qua Europa Conference League          |  | 1–2 | 2–2 | —   | 2–0 |
| 4  | Sturm Graz    | 6  | 0 | 2 | 4 | 3  | 10 | −7 | 2  |                                              |  | 1–1 | 0–1 | 1–4 | —   |

| PSV Eindhoven           | 2–2      | Real Sociedad            |
| ----------------------- | -------- | ------------------------ |
| - Götze 32' - Gakpo 54' | Chi tiết | - Januzaj 34' - Isak 39' |

| Monaco       | 1–0      | Sturm Graz |
| ------------ | -------- | ---------- |
| - Diatta 66' | Chi tiết |            |

| Real Sociedad | 1–1      | Monaco       |
| ------------- | -------- | ------------ |
| - Merino 53'  | Chi tiết | - Disasi 16' |

| Sturm Graz      | 1–4      | PSV Eindhoven                                        |
| --------------- | -------- | ---------------------------------------------------- |
| - Stanković 55' | Chi tiết | - Sangaré 32' - Zahavi 51' - Max 74' - Vertessen 78' |

| Sturm Graz | 0–1      | Real Sociedad |
| ---------- | -------- | ------------- |
|            | Chi tiết | - Isak 69'    |

| PSV Eindhoven | 1–2      | Monaco                 |
| ------------- | -------- | ---------------------- |
| - Gakpo 59'   | Chi tiết | - Boadu 20' - Diop 89' |

| Monaco | 0–0      | PSV Eindhoven |
| ------ | -------- | ------------- |
|        | Chi tiết |               |

| Real Sociedad | 1–1      | Sturm Graz      |
| ------------- | -------- | --------------- |
| - Sørloth 53' | Chi tiết | - Jantscher 38' |

| Monaco                     | 2–1      | Real Sociedad |
| -------------------------- | -------- | ------------- |
| - Volland 28' - Fofana 38' | Chi tiết | - Isak 35'    |

| PSV Eindhoven                      | 2–0      | Sturm Graz |
| ---------------------------------- | -------- | ---------- |
| - Vinícius 45' (ph.đ.) - Bruma 56' | Chi tiết |            |

| Real Sociedad                                | 3–0      | PSV Eindhoven |
| -------------------------------------------- | -------- | ------------- |
| - Oyarzabal 43' (ph.đ.), 62' - Sørloth 90+3' | Chi tiết |               |

| Sturm Graz             | 1–1      | Monaco        |
| ---------------------- | -------- | ------------- |
| - Jantscher 7' (ph.đ.) | Chi tiết | - Volland 30' |

### Bảng C
| VT | Đội            | ST | T | H | B | BT | BB | HS | Đ  | Giành quyền tham dự                          |  | SPM | NAP | LEI | LEG |
| -- | -------------- | -- | - | - | - | -- | -- | -- | -- | -------------------------------------------- |  | --- | --- | --- | --- |
| 1  | Spartak Moscow | 6  | 3 | 1 | 2 | 10 | 9  | +1 | 10 | Đi tiếp vào vòng 16 đội                      |  | —   | 2–1 | 3–4 | 0–1 |
| 2  | Napoli         | 6  | 3 | 1 | 2 | 15 | 10 | +5 | 10 | Đi tiếp vào vòng play-off đấu loại trực tiếp |  | 2–3 | —   | 3–2 | 3–0 |
| 3  | Leicester City | 6  | 2 | 2 | 2 | 12 | 11 | +1 | 8  | Chuyển qua Europa Conference League          |  | 1–1 | 2–2 | —   | 3–1 |
| 4  | Legia Warsaw   | 6  | 2 | 0 | 4 | 4  | 11 | −7 | 6  |                                              |  | 0–1 | 1–4 | 1–0 | —   |

1. 1 2  Điểm đối đầu: Spartak Moscow 6, Napoli 0.

| Spartak Moscow | 0–1      | Legia Warsaw     |
| -------------- | -------- | ---------------- |
|                | Chi tiết | - Kastrati 90+1' |

| Leicester City          | 2–2      | Napoli             |
| ----------------------- | -------- | ------------------ |
| - Pérez 9' - Barnes 64' | Chi tiết | - Osimhen 69', 87' |

| Napoli                     | 2–3      | Spartak Moscow                  |
| -------------------------- | -------- | ------------------------------- |
| - Elmas 1' - Osimhen 90+4' | Chi tiết | - Promes 55', 90' - Ignatov 81' |

| Legia Warsaw | 1–0      | Leicester City |
| ------------ | -------- | -------------- |
| - Emreli 31' | Chi tiết |                |

| Spartak Moscow                   | 3–4      | Leicester City            |
| -------------------------------- | -------- | ------------------------- |
| - Sobolev 11', 86' - Larsson 44' | Chi tiết | - Daka 45', 48', 54', 79' |

| Napoli                                       | 3–0      | Legia Warsaw |
| -------------------------------------------- | -------- | ------------ |
| - Insigne 76' - Osimhen 80' - Politano 90+5' | Chi tiết |              |

| Legia Warsaw | 1–4      | Napoli                                                                 |
| ------------ | -------- | ---------------------------------------------------------------------- |
| - Emreli 10' | Chi tiết | - Zieliński 51' (ph.đ.) - Mertens 75' (ph.đ.) - Lozano 79' - Ounas 90' |

| Leicester City | 1–1      | Spartak Moscow |
| -------------- | -------- | -------------- |
| - Amartey 58'  | Chi tiết | - Moses 51'    |

| Spartak Moscow            | 2–1      | Napoli      |
| ------------------------- | -------- | ----------- |
| - Sobolev 3' (ph.đ.), 28' | Chi tiết | - Elmas 64' |

| Leicester City                        | 3–1      | Legia Warsaw     |
| ------------------------------------- | -------- | ---------------- |
| - Daka 11' - Maddison 21' - Ndidi 33' | Chi tiết | - Mladenović 26' |

| Napoli                      | 3–2      | Leicester City                  |
| --------------------------- | -------- | ------------------------------- |
| - Ounas 4' - Elmas 24', 53' | Chi tiết | - Evans 27' - Dewsbury-Hall 33' |

| Legia Warsaw | 0–1      | Spartak Moscow |
| ------------ | -------- | -------------- |
|              | Chi tiết | - Bakayev 17'  |

### Bảng D
| VT | Đội                 | ST | T | H | B | BT | BB | HS | Đ  | Giành quyền tham dự                          |  | FRA | OLY | FEN | ANT |
| -- | ------------------- | -- | - | - | - | -- | -- | -- | -- | -------------------------------------------- |  | --- | --- | --- | --- |
| 1  | Eintracht Frankfurt | 6  | 3 | 3 | 0 | 10 | 6  | +4 | 12 | Đi tiếp vào vòng 16 đội                      |  | —   | 3–1 | 1–1 | 2–2 |
| 2  | Olympiacos          | 6  | 3 | 0 | 3 | 8  | 7  | +1 | 9  | Đi tiếp vào vòng play-off đấu loại trực tiếp |  | 1–2 | —   | 1–0 | 2–1 |
| 3  | Fenerbahçe          | 6  | 1 | 3 | 2 | 7  | 8  | −1 | 6  | Chuyển qua Europa Conference League          |  | 1–1 | 0–3 | —   | 2–2 |
| 4  | Antwerp             | 6  | 1 | 2 | 3 | 6  | 10 | −4 | 5  |                                              |  | 0–1 | 1–0 | 0–3 | —   |

| Eintracht Frankfurt | 1–1      | Fenerbahçe |
| ------------------- | -------- | ---------- |
| - Lammers 41'       | Chi tiết | - Özil 10' |

| Olympiacos                    | 2–1      | Antwerp       |
| ----------------------------- | -------- | ------------- |
| - El-Arabi 52' - Reabciuk 87' | Chi tiết | - Samatta 75' |

| Antwerp | 0–1      | Eintracht Frankfurt       |
| ------- | -------- | ------------------------- |
|         | Chi tiết | - Paciência 90+1' (ph.đ.) |

| Fenerbahçe | 0–3      | Olympiacos                      |
| ---------- | -------- | ------------------------------- |
|            | Chi tiết | - Soares 6' - Masouras 63', 68' |

| Fenerbahçe                  | 2–2      | Antwerp                    |
| --------------------------- | -------- | -------------------------- |
| - Valencia 21', 45' (ph.đ.) | Chi tiết | - Samatta 2' - Gerkens 62' |

| Eintracht Frankfurt                            | 3–1      | Olympiacos             |
| ---------------------------------------------- | -------- | ---------------------- |
| - Borré 26' (ph.đ.) - Touré 45+3' - Kamada 59' | Chi tiết | - El-Arabi 30' (ph.đ.) |

| Olympiacos     | 1–2      | Eintracht Frankfurt        |
| -------------- | -------- | -------------------------- |
| - El-Arabi 12' | Chi tiết | - Kamada 17' - Hauge 90+2' |

| Antwerp | 0–3      | Fenerbahçe                            |
| ------- | -------- | ------------------------------------- |
|         | Chi tiết | - Yandaş 8' - Meyer 16' - Berisha 29' |

| Eintracht Frankfurt            | 2–2      | Antwerp                        |
| ------------------------------ | -------- | ------------------------------ |
| - Kamada 13' - Paciência 90+4' | Chi tiết | - Nainggolan 33' - Samatta 88' |

| Olympiacos   | 1–0      | Fenerbahçe |
| ------------ | -------- | ---------- |
| - Soares 90' | Chi tiết |            |

| Fenerbahçe    | 1–1      | Eintracht Frankfurt |
| ------------- | -------- | ------------------- |
| - Berisha 42' | Chi tiết | - Sow 29'           |

| Antwerp         | 1–0      | Olympiacos |
| --------------- | -------- | ---------- |
| - Balikwisha 7' | Chi tiết |            |

### Bảng E
| VT | Đội              | ST | T | H | B | BT | BB | HS | Đ  | Giành quyền tham dự                          |  | GAL | LAZ | MAR | LOK |
| -- | ---------------- | -- | - | - | - | -- | -- | -- | -- | -------------------------------------------- |  | --- | --- | --- | --- |
| 1  | Galatasaray      | 6  | 3 | 3 | 0 | 7  | 3  | +4 | 12 | Đi tiếp vào vòng 16 đội                      |  | —   | 1–0 | 4–2 | 1–1 |
| 2  | Lazio            | 6  | 2 | 3 | 1 | 7  | 3  | +4 | 9  | Đi tiếp vào vòng play-off đấu loại trực tiếp |  | 0–0 | —   | 0–0 | 2–0 |
| 3  | Marseille        | 6  | 1 | 4 | 1 | 6  | 7  | −1 | 7  | Chuyển qua Europa Conference League          |  | 0–0 | 2–2 | —   | 1–0 |
| 4  | Lokomotiv Moscow | 6  | 0 | 2 | 4 | 2  | 9  | −7 | 2  |                                              |  | 0–1 | 0–3 | 1–1 | —   |

| Lokomotiv Moscow | 1–1      | Marseille           |
| ---------------- | -------- | ------------------- |
| - Anjorin 89'    | Chi tiết | - Ünder 59' (ph.đ.) |

| Galatasaray            | 1–0      | Lazio |
| ---------------------- | -------- | ----- |
| - Strakosha 67' (l.n.) | Chi tiết |       |

| Lazio                    | 2–0      | Lokomotiv Moscow |
| ------------------------ | -------- | ---------------- |
| - Bašić 13' - Patric 38' | Chi tiết |                  |

| Marseille | 0–0      | Galatasaray |
| --------- | -------- | ----------- |
|           | Chi tiết |             |

| Lazio | 0–0      | Marseille |
| ----- | -------- | --------- |
|       | Chi tiết |           |

| Lokomotiv Moscow | 0–1      | Galatasaray      |
| ---------------- | -------- | ---------------- |
|                  | Chi tiết | - Aktürkoğlu 82' |

| Galatasaray    | 1–1      | Lokomotiv Moscow |
| -------------- | -------- | ---------------- |
| - Feghouli 43' | Chi tiết | - Kamano 73'     |

| Marseille                       | 2–2      | Lazio                                  |
| ------------------------------- | -------- | -------------------------------------- |
| - Milik 33' (ph.đ.) - Payet 82' | Chi tiết | - Felipe Anderson 45+7' - Immobile 49' |

| Galatasaray                                                       | 4–2      | Marseille        |
| ----------------------------------------------------------------- | -------- | ---------------- |
| - Cicâldău 12' - Ćaleta-Car 30' (l.n.) - Feghouli 64' - Babel 83' | Chi tiết | - Milik 68', 85' |

| Lokomotiv Moscow | 0–3      | Lazio                                           |
| ---------------- | -------- | ----------------------------------------------- |
|                  | Chi tiết | - Immobile 56' (ph.đ.), 63' (ph.đ.) - Pedro 87' |

| Lazio | 0–0      | Galatasaray |
| ----- | -------- | ----------- |
|       | Chi tiết |             |

| Marseille   | 1–0      | Lokomotiv Moscow |
| ----------- | -------- | ---------------- |
| - Milik 35' | Chi tiết |                  |

### Bảng F
| VT | Đội                | ST | T | H | B | BT | BB | HS | Đ  | Giành quyền tham dự                          |  | RSB | BRA | MID | LUD |
| -- | ------------------ | -- | - | - | - | -- | -- | -- | -- | -------------------------------------------- |  | --- | --- | --- | --- |
| 1  | Red Star Belgrade  | 6  | 3 | 2 | 1 | 6  | 4  | +2 | 11 | Đi tiếp vào vòng 16 đội                      |  | —   | 2–1 | 0–1 | 1–0 |
| 2  | Braga              | 6  | 3 | 1 | 2 | 12 | 9  | +3 | 10 | Đi tiếp vào vòng play-off đấu loại trực tiếp |  | 1–1 | —   | 3–1 | 4–2 |
| 3  | Midtjylland        | 6  | 2 | 3 | 1 | 7  | 7  | 0  | 9  | Chuyển qua Europa Conference League          |  | 1–1 | 3–2 | —   | 1–1 |
| 4  | Ludogorets Razgrad | 6  | 0 | 2 | 4 | 3  | 8  | −5 | 2  |                                              |  | 0–1 | 0–1 | 0–0 | —   |

| Midtjylland  | 1–1      | Ludogorets Razgrad |
| ------------ | -------- | ------------------ |
| - Isaksen 3' | Chi tiết | - Despodov 32'     |

| Red Star Belgrade               | 2–1      | Braga        |
| ------------------------------- | -------- | ------------ |
| - Rodić 75' - Katai 85' (ph.đ.) | Chi tiết | - Galeno 76' |

| Ludogorets Razgrad | 0–1      | Red Star Belgrade |
| ------------------ | -------- | ----------------- |
|                    | Chi tiết | - Kanga 64'       |

| Braga                                      | 3–1      | Midtjylland           |
| ------------------------------------------ | -------- | --------------------- |
| - Galeno 55' (ph.đ.), 90+5' - R. Horta 62' | Chi tiết | - Evander 19' (ph.đ.) |

| Ludogorets Razgrad | 0–1      | Braga         |
| ------------------ | -------- | ------------- |
|                    | Chi tiết | - R. Horta 7' |

| Midtjylland | 1–1      | Red Star Belgrade |
| ----------- | -------- | ----------------- |
| - Dyhr 78'  | Chi tiết | - Ivanić 58'      |

| Braga                                                    | 4–2      | Ludogorets Razgrad           |
| -------------------------------------------------------- | -------- | ---------------------------- |
| - Musrati 25' - Medeiros 37' - Galeno 40' - González 73' | Chi tiết | - Sotiriou 33' - Plastun 79' |

| Red Star Belgrade | 0–1      | Midtjylland        |
| ----------------- | -------- | ------------------ |
|                   | Chi tiết | - Kanga 56' (l.n.) |

| Midtjylland                                            | 3–2      | Braga                       |
| ------------------------------------------------------ | -------- | --------------------------- |
| - Sviatchenko 2' - Isaksen 48' - Evander 90+3' (ph.đ.) | Chi tiết | - R. Horta 43' - Galeno 85' |

| Red Star Belgrade | 1–0      | Ludogorets Razgrad |
| ----------------- | -------- | ------------------ |
| - Ivanić 57'      | Chi tiết |                    |

| Ludogorets Razgrad | 0–0      | Midtjylland |
| ------------------ | -------- | ----------- |
|                    | Chi tiết |             |

| Braga                | 1–1      | Red Star Belgrade   |
| -------------------- | -------- | ------------------- |
| - Galeno 52' (ph.đ.) | Chi tiết | - Katai 70' (ph.đ.) |

### Bảng G
| VT | Đội              | ST | T | H | B | BT | BB | HS | Đ  | Giành quyền tham dự                          |  | LEV | BET | CEL | FER |
| -- | ---------------- | -- | - | - | - | -- | -- | -- | -- | -------------------------------------------- |  | --- | --- | --- | --- |
| 1  | Bayer Leverkusen | 6  | 4 | 1 | 1 | 14 | 5  | +9 | 13 | Đi tiếp vào vòng 16 đội                      |  | —   | 4–0 | 3–2 | 2–1 |
| 2  | Real Betis       | 6  | 3 | 1 | 2 | 12 | 12 | 0  | 10 | Đi tiếp vào vòng play-off đấu loại trực tiếp |  | 1–1 | —   | 4–3 | 2–0 |
| 3  | Celtic           | 6  | 3 | 0 | 3 | 13 | 15 | −2 | 9  | Chuyển qua Europa Conference League          |  | 0–4 | 3–2 | —   | 2–0 |
| 4  | Ferencváros      | 6  | 1 | 0 | 5 | 5  | 12 | −7 | 3  |                                              |  | 1–0 | 1–3 | 2–3 | —   |

| Bayer Leverkusen           | 2–1      | Ferencváros   |
| -------------------------- | -------- | ------------- |
| - Palacios 37' - Wirtz 69' | Chi tiết | - R. Mmaee 8' |

| Real Betis                                     | 4–3      | Celtic                                            |
| ---------------------------------------------- | -------- | ------------------------------------------------- |
| - Miranda 32' - Juanmi 35', 53' - Iglesias 51' | Chi tiết | - Ajeti 15' - Juranović 27' (ph.đ.) - Ralston 87' |

| Celtic | 0–4      | Bayer Leverkusen                                             |
| ------ | -------- | ------------------------------------------------------------ |
|        | Chi tiết | - Hincapié 25' - Wirtz 35' - Alario 58' (ph.đ.) - Adli 90+4' |

| Ferencváros | 1–3      | Real Betis                                   |
| ----------- | -------- | -------------------------------------------- |
| - Uzuni 44' | Chi tiết | - Fekir 17' - Wingo 76' (l.n.) - Tello 90+5' |

| Celtic                         | 2–0      | Ferencváros |
| ------------------------------ | -------- | ----------- |
| - Furuhashi 57' - Turnbull 81' | Chi tiết |             |

| Real Betis             | 1–1      | Bayer Leverkusen |
| ---------------------- | -------- | ---------------- |
| - Iglesias 75' (ph.đ.) | Chi tiết | - Andrich 82'    |

| Bayer Leverkusen                         | 4–0      | Real Betis |
| ---------------------------------------- | -------- | ---------- |
| - Diaby 42', 52' - Wirtz 86' - Amiri 90' | Chi tiết |            |

| Ferencváros              | 2–3      | Celtic         |
| ------------------------ | -------- | -------------- |
| - Zubkov 11' - Uzuni 86' | Chi tiết | - Furuhashi 3' |

| Bayer Leverkusen               | 3–2      | Celtic                             |
| ------------------------------ | -------- | ---------------------------------- |
| - Andrich 16', 82' - Diaby 87' | Chi tiết | - Juranović 40' (ph.đ.) - Jota 56' |

| Real Betis               | 2–0      | Ferencváros |
| ------------------------ | -------- | ----------- |
| - Tello 5' - Canales 52' | Chi tiết |             |

| Celtic                                            | 3–2      | Real Betis                       |
| ------------------------------------------------- | -------- | -------------------------------- |
| - Welsh 3' - Henderson 72' - Turnbull 78' (ph.đ.) | Chi tiết | - Bain 69' (l.n.) - Iglesias 75' |

| Ferencváros    | 1–0      | Bayer Leverkusen |
| -------------- | -------- | ---------------- |
| - Laïdouni 82' | Chi tiết |                  |

### Bảng H
| VT | Đội             | ST | T | H | B | BT | BB | HS | Đ  | Giành quyền tham dự                          |  | WHU | DZA | RWI | GNK |
| -- | --------------- | -- | - | - | - | -- | -- | -- | -- | -------------------------------------------- |  | --- | --- | --- | --- |
| 1  | West Ham United | 6  | 4 | 1 | 1 | 11 | 3  | +8 | 13 | Đi tiếp vào vòng 16 đội                      |  | —   | 0–1 | 2–0 | 3–0 |
| 2  | Dinamo Zagreb   | 6  | 3 | 1 | 2 | 9  | 6  | +3 | 10 | Đi tiếp vào vòng play-off đấu loại trực tiếp |  | 0–2 | —   | 3–1 | 1–1 |
| 3  | Rapid Wien      | 6  | 2 | 0 | 4 | 4  | 9  | −5 | 6  | Chuyển qua Europa Conference League          |  | 0–2 | 2–1 | —   | 0–1 |
| 4  | Genk            | 6  | 1 | 2 | 3 | 4  | 10 | −6 | 5  |                                              |  | 2–2 | 0–3 | 0–1 | —   |

| Dinamo Zagreb | 0–2      | West Ham United          |
| ------------- | -------- | ------------------------ |
|               | Chi tiết | - Antonio 22' - Rice 50' |

| Rapid Wien | 0–1      | Genk            |
| ---------- | -------- | --------------- |
|            | Chi tiết | - Onuachu 90+2' |

| Genk | 0–3      | Dinamo Zagreb                                        |
| ---- | -------- | ---------------------------------------------------- |
|      | Chi tiết | - Ivanušec 10' - Petković 45+3' (ph.đ.), 67' (ph.đ.) |

| West Ham United             | 2–0      | Rapid Wien |
| --------------------------- | -------- | ---------- |
| - Rice 29' - Benrahma 90+4' | Chi tiết |            |

| Rapid Wien               | 2–1      | Dinamo Zagreb |
| ------------------------ | -------- | ------------- |
| - Grüll 9' - Hofmann 34' | Chi tiết | - Oršić 24'   |

| West Ham United                       | 3–0      | Genk |
| ------------------------------------- | -------- | ---- |
| - Dawson 45+1' - Diop 57' - Bowen 59' | Chi tiết |      |

| Genk                              | 2–2      | West Ham United     |
| --------------------------------- | -------- | ------------------- |
| - Paintsil 5' - Souček 88' (l.n.) | Chi tiết | - Benrahma 59', 82' |

| Dinamo Zagreb                            | 3–1      | Rapid Wien       |
| ---------------------------------------- | -------- | ---------------- |
| - Petković 12' - Andrić 34' - Šutalo 83' | Chi tiết | - Knasmüllner 8' |

| Dinamo Zagreb | 1–1      | Genk       |
| ------------- | -------- | ---------- |
| - Menalo 35'  | Chi tiết | - Ugbo 45' |

| Rapid Wien | 0–2      | West Ham United                        |
| ---------- | -------- | -------------------------------------- |
|            | Chi tiết | - Yarmolenko 40' - Noble 45+2' (ph.đ.) |

| Genk | 0–1      | Rapid Wien     |
| ---- | -------- | -------------- |
|      | Chi tiết | - Ljubičić 29' |

| West Ham United | 0–1      | Dinamo Zagreb |
| --------------- | -------- | ------------- |
|                 | Chi tiết | - Oršić 4'    |